# Tipula (Lunatipula) cladacanthodes
Tipula (Lunatipula) cladacanthodes is een tweevleugelige uit de familie langpootmuggen (Tipulidae). De soort komt voor in het Nearctisch gebied.